# Princ královské krve

Hodnostní koruna prince královské krve

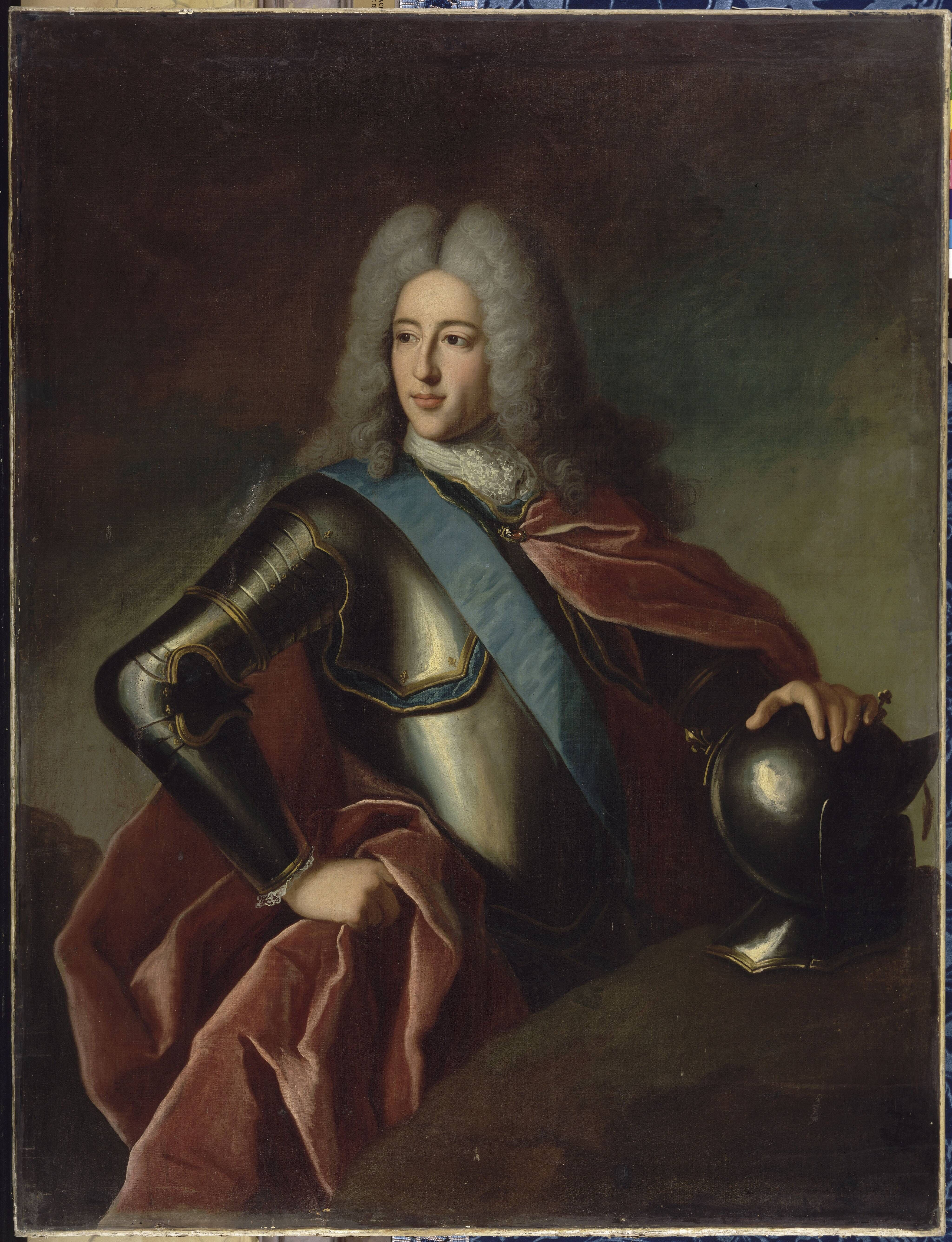
Prince du sang Monsieur le Duc

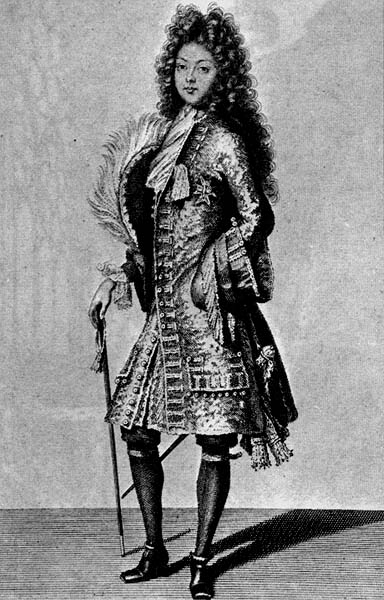
Prince du sang Ludvík August de Bourbon-Maine, oblíbený syn Ludvíka XIV.

Princ královské krve (fr. prince du sang) je titul vzniklý ve Francii v průběhu 16. století a označuje příslušníky nevládnoucích větví francouzského královského rodu Kapetovců, kteří vzešli od Ludvíka IX. Svatého.

## Vznik titulu
V roce 1328 vymřela hlavní linie rodu Kapetovců a Francii hrozilo, že království zdědí Plantagenetská dynastie a Francie se stane kolonii Anglie. Obranou proti tomu se stala aplikace zákona franského zákoníku Pactus legis salicae z doby Chlodvíka (který zabraňoval ženám dědit) na francouzský systém následnictví. Po vítězství v následné stoleté válce se toto pravidlo stalo zárukou francouzské nezávislosti. Z tohoto důvodu se například Filip V. Španělský, poté co ho jeho děd Ludvík XIV. protlačil na španělský trůn, musel vzdát svých práv na francouzský trůn.
Tím, že trůn nebyl dědičný v ženské linii, se zajistila nezávislost Francie. Titul Princ královské krve byl ale vytvořen proto, že bylo potřeba dát najevo význam vzdálených králových příbuzných, kteří mohli být dědici trůnu nebo rodiči příštích králů.
Vzhledem k tomu, že synové Ludvíka IX. zanechali velmi početné potomstvo, kterým se rod dále větvil, bylo rozhodnuto, že jako princové královské krve budou označeni všichni jeho potomci v přímé linii. Opatření vedlo k tomu, že některé linie kapetovského rodu, které se oddělily dříve (např. rod hrabat de Courtenay), nebyly pro svou velmi vzdálenou příbuznost k princům královské krve počítány. Nebyly sem počítány také linie, které založili nelegitimní potomci králů nebo jejich dětí (např. rod de Longueville nebo rod de Valois-Saint-Rémy).

## Rody princů královské krve
- rod Valois
  - vévodové d'Orléans → královská dynastie roku 1498
    - hrabata d'Angoulême → královská dynastie roku 1515

  - vévodové d'Alençon (rod vymřel 1525)

- rod Bourbon
  -     - vévodové de Bourbon 
      - hrabata de Montpensier
      - vévodové de Vendôme
        - hrabata de Saint-Pol (rod vymřel 1516)
        - králové Navarry → královská dynastie roku 1589
        - princové de Condé
          - princové de Conti

      - vévodové de Montpensier (rod vymřel 1582)

Po vymření rodu Valois a nástupu Bourbonů na trůn se oddělila od královského rodu linie Bourbon-Orléans, čímž se (v důsledku vymření některých linií) toto uspořádání ustálilo podle pořadí, v kterém rody mohly potenciálně nastupovat na trůn:
1. Bourbon-Orléans
2. Bourbon-Condé
3. Bourbon-Conti
4. Bourbon-Montpensier